# Elezioni primarie del Partito Democratico del 2024 (Stati Uniti d'America)
Le elezioni primarie del Partito Democratico statunitense del 2024 si sono tenute tra i mesi di gennaio e agosto dello stesso anno per eleggere i delegati alla Convention che hanno scelto il candidato del Partito Democratico alle elezioni presidenziali di novembre.
Il 23 aprile 2023 Biden ha annunciato formalmente la sua ricandidatura per la carica di Presidente.
Il 12 marzo 2024 il Presidente raggiunse i delegati necessari per la nomination presuntiva del partito. Tuttavia, a seguito di preoccupazioni sull'età avanzata di Biden, nei giorni successivi al dibattito del 27 giugno, molti democratici di alto profilo gli chiesero di rinunciare alla corsa al secondo mandato. Il 21 luglio 2024 il Presidente ha annunciato il ritiro della sua ricandidatura, affermando di voler lasciare spazio alle nuove generazioni, appoggiando la vicepresidente Kamala Harris. 
A causa del ritiro di Biden, i delegati che erano stati eletti promettendo di votare per quest'ultimo come candidato erano svincolati e liberi di esprimere qualunque preferenza durante la Convention. La maggioranza di essi ha eletto Harris come candidata durante la votazione per appello nominale tenutasi dal 2 al 5 agosto.
Kamala Harris è la seconda donna ad essere nominata da uno dei due partiti principali, dopo Hillary Clinton nel 2016. È inoltre la prima donna ad essere di origine afroamericana (la seconda persona in assoluto dopo Barack Obama nel 2008 e 2012) e la prima indoamericana.

## Candidati
Più di 100 candidati hanno presentato alla Commissione elettorale federale (FEC) la loro candidatura per le primarie democratiche del 2024. Di norma la stragrande maggioranza di queste candidature non è riuscita ad apparire sulle schede elettorali o comunque a raccogliere un quantitativo minimo di fondi per portare avanti almeno formalmente una campagna elettorale.

### Vincitrice
| Nome          | Nome | Nascita                           | Esperienza                                                                                    | Stato      | Campagna Data candidatura            | Rif   |
| ------------- | ---- | --------------------------------- | --------------------------------------------------------------------------------------------- | ---------- | ------------------------------------ | ----- |
| Kamala Harris |      | 20 ottobre 1964 (60 anni) Oakland | Vicepresidente degli Stati Uniti d'America (dal 2021) Senatrice per la California (2017-2021) | California | 21 luglio 2024 Deposito FEC sito web | [ 7 ] |

### Candidati principali ritiratisi dopo le primarie
| Nome                | Nome | Nascita                             | Esperienza | Stato      | Data ritiro                           | Campagna Data candidatura                           | Rif           |
| ------------------- | ---- | ----------------------------------- | --- | ---------- | ------------------------------------- | --------------------------------------------------- | ------------- |
| Joe Biden           |      | 20 novembre 1942 (81 anni) Scranton | Presidente degli Stati Uniti d'America (dal 2021) Vice Presidente degli Stati Uniti d'America (2009–2017) Senatore per il Delaware (1973–2009) | Delaware   | 21 luglio 2024 (endorsement a Harris) | 25 aprile 2023 Deposito FEC sito web                | [ 9 ]         |
| Marianne Williamson |      | 8 luglio 1952 (71 anni) Houston     | Scrittrice Fondatrice del Project Angel Food. Candidata alle primarie del 2020                                                                 | California | 29 luglio 2024                        | 4 marzo 2023 Deposito FEC sito web 28 febbraio 2024 | [ 11 ] [ 12 ] |

### Candidati principali ritiratisi durante le primarie
| Nome          | Nome | Nascita                              | Esperienza                                                             | Stato     | Data ritiro                        | Campagna Data candidatura                                                               | Rif    |
| ------------- | ---- | ------------------------------------ | ---------------------------------------------------------------------- | --------- | ---------------------------------- | --------------------------------------------------------------------------------------- | ------ |
| Dean Phillips |      | 20 gennaio 1969 (54 anni) Saint Paul | Rappresentante del Minnesota alla Camera dei rappresentanti (dal 2019) | Minnesota | 6 marzo 2024 (endorsement a Biden) | 26 ottobre 2023 Deposito FEC sito web Archiviato il 18 maggio 2024 in Internet Archive. | [ 14 ] |
| Jason Palmer  |      | 1 dicembre 1971 (52 anni) Aberdeen   | Imprenditore                                                           | Maryland  | 15 maggio 2024                     | 22 ottobre 2023 Deposito FEC sito web                                                   |        |

### Candidati principali ritiratisi prima dell'inizio delle primarie
| Nome                  | Nome | Nascita                              | Esperienza                                                                                    | Stato      | Data ritiro                                                              | Campagna Data candidatura            | Rif    |
| --------------------- | ---- | ------------------------------------ | --------------------------------------------------------------------------------------------- | ---------- | ------------------------------------------------------------------------ | ------------------------------------ | ------ |
| Robert F. Kennedy Jr. |      | 17 gennaio 1954 (69 anni) Washington | Avvocato Fondatore della Difesa della salute dei bambini Fondatore della Waterkeeper Alliance | California | 9 ottobre 2023 (candidato come indipendente alle elezioni presidenziali) | 19 aprile 2023 Deposito FEC sito web | [ 19 ] |

## Panoramica
|  | Campagna attiva      |  | Primarie o Caucus                |
|  | Candidato ritiratosi |  | Convention nazionale democratica |

## Calendario
| Data                    | Stato o territorio            | Delegati | Delegati | Tipo     |
| ----------------------- | ----------------------------- | -------- | -------- | -------- |
| 23 gennaio              | New Hampshire                 | 0        | 0        | primarie |
| 3 febbraio              | Carolina del Sud              | 55       | 55       | primarie |
| 6 febbraio              | Nevada                        | 36       | 36       | primarie |
| 27 febbraio             | Michigan                      | 117      | 117      | primarie |
| 5 marzo (Super Tuesday) | Alabama                       | 1 420    | 52       | primarie |
| 5 marzo (Super Tuesday) | Arkansas                      | 1 420    | 31       | primarie |
| 5 marzo (Super Tuesday) | California                    | 1 420    | 424      | primarie |
| 5 marzo (Super Tuesday) | Carolina del Nord             | 1 420    | 116      | primarie |
| 5 marzo (Super Tuesday) | Colorado                      | 1 420    | 72       | primarie |
| 5 marzo (Super Tuesday) | Iowa                          | 1 420    | 40       | caucus   |
| 5 marzo (Super Tuesday) | Maine                         | 1 420    | 24       | primarie |
| 5 marzo (Super Tuesday) | Massachusetts                 | 1 420    | 92       | primarie |
| 5 marzo (Super Tuesday) | Minnesota                     | 1 420    | 75       | primarie |
| 5 marzo (Super Tuesday) | Oklahoma                      | 1 420    | 36       | primarie |
| 5 marzo (Super Tuesday) | Samoa americane               | 1 420    | 6        | caucus   |
| 5 marzo (Super Tuesday) | Tennessee                     | 1 420    | 63       | primarie |
| 5 marzo (Super Tuesday) | Texas                         | 1 420    | 244      | primarie |
| 5 marzo (Super Tuesday) | Utah                          | 1 420    | 30       | primarie |
| 5 marzo (Super Tuesday) | Vermont                       | 1 420    | 16       | primarie |
| 5 marzo (Super Tuesday) | Virginia                      | 1 420    | 99       | primarie |
| 5-12 marzo              | Democratici all'estero        | 19       | 13       | primarie |
| 5-12 marzo              | Isole Marianne Settentrionali | 19       | 6        | primarie |
| 6 marzo                 | Hawaii                        | 22       | 22       | primarie |
| 12 marzo                | Georgia                       | 235      | 108      | primarie |
| 12 marzo                | Mississippi                   | 235      | 35       | primarie |
| 12 marzo                | Washington                    | 235      | 92       | primarie |
| 19 marzo                | Arizona                       | 603      | 72       | primarie |
| 19 marzo                | Florida                       | 603      | 224      | primarie |
| 19 marzo                | Illinois                      | 603      | 147      | primarie |
| 19 marzo                | Kansas                        | 603      | 33       | primarie |
| 19 marzo                | Ohio                          | 603      | 127      | primarie |
| 22-30 marzo             | Dakota del Nord               | 13       | 13       | primarie |
| 23 marzo                | Louisiana                     | 112      | 48       | primarie |
| 23 marzo                | Missouri                      | 112      | 64       | primarie |
| 2 aprile                | Connecticut                   | 455      | 60       | primarie |
| 2 aprile                | Delaware                      | 455      | 19       | primarie |
| 2 aprile                | New York                      | 455      | 268      | primarie |
| 2 aprile                | Rhode Island                  | 455      | 26       | primarie |
| 2 aprile                | Wisconsin                     | 455      | 82       | primarie |
| 13 aprile               | Alaska                        | 28       | 15       | caucus   |
| 13 aprile               | Wyoming                       | 28       | 13       | caucus   |
| 23 aprile               | Pennsylvania                  | 159      | 159      | primarie |
| 28 aprile               | Porto Rico                    | 55       | 55       | primarie |
| 7 maggio                | Indiana                       | 79       | 79       | primarie |
| 14 maggio               | Maryland                      | 144      | 95       | primarie |
| 14 maggio               | Nebraska                      | 144      | 29       | primarie |
| 14 maggio               | Virginia Occidentale          | 144      | 20       | primarie |
| 21 maggio               | Kentucky                      | 119      | 53       | primarie |
| 21 maggio               | Oregon                        | 119      | 66       | primarie |
| 23 maggio               | Idaho                         | 23       | 23       | caucus   |
| 4 giugno                | Dakota del Sud                | 216      | 16       | primarie |
| 4 giugno                | Distretto di Columbia         | 216      | 20       | primarie |
| 4 giugno                | Montana                       | 216      | 20       | primarie |
| 4 giugno                | New Jersey                    | 216      | 126      | primarie |
| 4 giugno                | Nuovo Messico                 | 216      | 34       | primarie |
| 8 giugno                | Guam                          | 14       | 7        | caucus   |
| 8 giugno                | Isole Vergini Americane       | 14       | 7        | caucus   |
| Totale                  | Totale                        | 3 924    | 3 924    |          |

## Dibattito
Il Comitato nazionale democratico aveva espresso pieno sostegno a Biden e, a marzo 2023, non aveva intenzione di ospitare alcun dibattito ufficiale in vista delle primarie. Williamson ha criticato questa decisione come strumento per sopprimere le candidature.
Un sondaggio del giugno 2023 di USA Today e Suffolk University aveva rilevato che 8 elettori democratici su 10 avrebbero voluto vedere Biden dibattere con gli altri candidati democratici (tra cui il 72% dei sostenitori di Biden stesso).

## Sondaggi
| Fonte               | Data                                | Joe Biden | Dean Philips | Marianne Williamson | Altri/indecisi | Margine |
| ------------------- | ----------------------------------- | --------- | ------------ | ------------------- | -------------- | ------- |
| 270 to Win          | 25 gennaio - 14 febbraio 2024       | 74,2%     | 5,6%         | 8,0%                | 12.2%          | 66,2%   |
| FiveThirtyEight     | fino al 14 febbraio 2024            | 75,1%     | 6,9%         | –                   | 18,0%          | 68,2%   |
| Race to the WH      | fino al 29 gennaio 2024             | 71,9%     | –            | 7,2%                | 20,9%          | 64,7%   |
| Real Clear Politics | 26 dicembre 2023 – 14 febbraio 2024 | 72,7%     | 4,7%         | 7,0%                | 15,6%          | 65,7%   |
| Media               | Media                               | 73,5%     | 5,7%         | 7,4%                | 13,4%          | 66,1%   |

## Risultati

### Riepilogo

Riepilogo dei delegati per stato

| Legenda: | 1º posto (voto popolare) | Candidato ritiratosi | Candidato non presente sulla scheda |
| -------- | ------------------------ | -------------------- | ----------------------------------- |

| Data                    | Delegati        | Stato                         | Tipo                | Candidati              | Candidati                 | Candidati                  | Candidati                 | Candidati                 |
| Data                    | Delegati        | Stato                         | Tipo                | Joe Biden (ritiratosi) | Marianne Williamson       | Dean Phillips (ritiratosi) | Jason Palmer (ritiratosi) | Altri                     |
| ----------------------- | --------------- | ----------------------------- | ------------------- | ---------------------- | ------------------------- | -------------------------- | ------------------------- | ------------------------- |
| Data                    | Delegati        | Stato                         | Tipo                |                        |                           |                            |                           |                           |
| 23 gennaio              | 0               | New Hampshire                 | primarie semichiuse | 63,8%                  | 4,0%                      | 19,7%                      | 0,1%                      | 12,5%                     |
| 3 febbraio              | 55              | Carolina del Sud              | primarie aperte     | 96,2% 55 delegati      | 2,1% 0 delegati           | 1,7% 0 delegati            | Non presente sulla scheda | Non presente sulla scheda |
| 6 febbraio              | 36              | Nevada                        | primarie chiuse     | 89,3% 36 delegati      | 3,1% 0 delegati           | Non presente sulla scheda  | 0,4% 0 delegati           | 7,2% 0 delegati           |
| 27 febbraio             | 117             | Michigan                      | primarie aperte     | 81,1% 115 delegati     | 3,0% 0 delegati           | 2,7% 0 delegati            | Non presente sulla scheda | 13,2% 2 delegati          |
| 5 marzo (Super Tuesday) | 52              | Alabama                       | primarie aperte     | 89,5% 52 delegati      | Non presente sulla scheda | 4,5% 0 delegati            | Non presente sulla scheda | 6,0% 2 delegati           |
| 5 marzo (Super Tuesday) | 31              | Arkansas                      | primarie aperte     | 88,5% 31 delegati      | 4,8% 0 delegati           | 2,9% 0 delegati            | Non presente sulla scheda | 3,8% 0 delegati           |
| 5 marzo (Super Tuesday) | 424             | California                    | primarie semichiuse | 89,2% 424 delegati     | 4,1% 0 delegati           | 2,8% 0 delegati            | Non presente sulla scheda | 3,9% 0 delegati           |
| 5 marzo (Super Tuesday) | 116             | Carolina del Nord             | primarie semichiuse | 87,3% 116 delegati     | Non presente sulla scheda | Non presente sulla scheda  | Non presente sulla scheda | 12,7% 0 delegati          |
| 5 marzo (Super Tuesday) | 72              | Colorado                      | primarie semichiuse | 82,5% 72 delegati      | 2,9% 0 delegati           | 3,1% 0 delegati            | 0,7% 0 delegati           | 10,8% 0 delegati          |
| 5 marzo (Super Tuesday) | 40              | Iowa                          | caucus              | 90,4% 40 delegati      | 2,2% 0 delegati           | 2,9% 0 delegati            | Non presente sulla scheda | 4,5% 0 delegati           |
| 5 marzo (Super Tuesday) | 24              | Maine                         | primarie chiuse     | 82,8% 24 delegati      | Non presente sulla scheda | 6,4% 0 delegati            | Non presente sulla scheda | 10,8% 0 delegati          |
| 5 marzo (Super Tuesday) | 92              | Massachusetts                 | primarie semichiuse | 80,5% 91 delegati      | 3,1% 0 delegati           | 4,5% 0 delegati            | Non presente sulla scheda | 11,9% 1 delegato          |
| 5 marzo (Super Tuesday) | 75              | Minnesota                     | primarie aperte     | 70,1% 64 delegati      | 1,4% 0 delegati           | 7,8% 0 delegati            | 0,3% 0 delegati           | 20,4% 11 delegati         |
| 5 marzo (Super Tuesday) | 36              | Oklahoma                      | primarie semichiuse | 73,0% 36 delegati      | 9,1% 0 delegati           | 8,9% 0 delegati            | Non presente sulla scheda | 9,0% 0 delegati           |
| 5 marzo (Super Tuesday) | 6               | Samoa Americane               | caucus              | 44,0% 3 delegati       | Non presente sulla scheda | 0,0% 0 delegati            | 56,0% 3 delegati          | Non presente sulla scheda |
| 5 marzo (Super Tuesday) | 63              | Tennessee                     | primarie aperte     | 92,1% 63 delegati      | Non presente sulla scheda | Non presente sulla scheda  | Non presente sulla scheda | 7,9% 2 delegati           |
| 5 marzo (Super Tuesday) | 244             | Texas                         | primarie aperte     | 84,6% 244 delegati     | 4,5% 0 delegati           | 2,7% 0 delegati            | Non presente sulla scheda | 8,2% 0 delegati           |
| 5 marzo (Super Tuesday) | 30              | Utah                          | primarie aperte     | 86,8% 30 delegati      | 5,2% 0 delegati           | 4,5% 0 delegati            | Non presente sulla scheda | 3,5% 0 delegati           |
| 5 marzo (Super Tuesday) | 16              | Vermont                       | primarie aperte     | 83,0% 16 delegati      | 4,2% 0 delegati           | 2,8% 0 delegati            | 0,6% 0 delegati           | 9,4% 0 delegati           |
| 5 marzo (Super Tuesday) | 99              | Virginia                      | primarie aperte     | 88,5% 99 delegati      | 8,0% 0 delegati           | 3,5% 0 delegati            | Non presente sulla scheda | Non presente sulla scheda |
| 5-12 marzo              | 13              | Democratici all'estero        | primarie aperte     | 80,1% 13 delegati      | 6,7% 0 delegati           | Non presente sulla scheda  | Non presente sulla scheda | 13,2% 0 delegati          |
| 5-12 marzo              | 6               | Isole Marianne Settentrionali | caucus              | 93,9% 6 delegati       | 2,0% 0 delegati           | 0,0% 0 delegati            | 4,0% 0 delegati           | Non presente sulla scheda |
| 6 marzo                 | 22              | Hawaii                        | caucus              | 66,0% 11 delegati      | 3,2% 0 delegati           | 1,0% 0 delegati            | 0,4% 0 delegati           | 29,4% 11 delegati         |
| 12 marzo                | 108             | Georgia                       | primarie aperte     | 93,1% 108 delegati     | 2,9% 0 delegati           | 1,8% 0 delegati            | Non presente sulla scheda | 2,2% 0 delegati           |
| 12 marzo                | 35              | Mississippi                   | primarie aperte     | 98,7% 35 delegati      | Non presente sulla scheda | Non presente sulla scheda  | Non presente sulla scheda | 1,3% 0 delegati           |
| 12 marzo                | 92              | Washington                    | primarie aperte     | 83,5% 92 delegati      | 2,8% 0 delegati           | 2,7% 0 delegati            | Non presente sulla scheda | 11,0% 2 delegati          |
| 19 marzo                | 72              | Arizona                       | primarie chiuse     | 89,3% 72 delegati      | 3,8% 0 delegati           | 2,8% 0 delegati            | 0,9% 0 delegati           | 3,7% 0 delegati           |
| 19 marzo                | 147             | Illinois                      | primarie aperte     | 91,4% 147 delegati     | 3,6% 0 delegati           | 3,2% 0 delegati            | Non presente sulla scheda | 1,9% 0 delegati           |
| 19 marzo                | 33              | Kansas                        | primarie chiuse     | 83,8% 33 delegati      | 3,4% 0 delegati           | 1,3% 0 delegati            | 1,2% 0 delegati           | 10,3% 0 delegati          |
| 19 marzo                | 224             | Florida                       | Primarie annullate  | 224 delegati           | Primarie annullate        | Primarie annullate         | Primarie annullate        | Primarie annullate        |
| 19 marzo                | 127             | Ohio                          | primarie            | 87,1% 124 delegati     | Non presente sulla scheda | 12,9% 3 delegati           | Non presente sulla scheda | Non presente sulla scheda |
| 22-30 marzo             | 13              | Dakota del Nord               | primarie            | 92,4% 13 delegati      | 3,4% 0 delegati           | 1,8% 0 delegati            | 0,2% 0 delegati           | 2,2% 0 delegati           |
| 23 marzo                | 48              | Louisiana                     | primarie chiuse     | 86,1% 48 delegati      | 4,7% 0 delegati           | 2,6% 0 delegati            | Non presente sulla scheda | 6,6% 0 delegati           |
| 23 marzo                | 64              | Missouri                      | primarie aperte     | 85,3% 61 delegati      | 1,6% 0 delegati           | 0,9% 0 delegati            | 0,2% 0 delegati           | 12,0% 3 delegati          |
| 2 aprile                | 60              | Connecticut                   | primarie chiuse     | 84,9% 60 delegati      | 2,3% 0 delegati           | 0,9% 0 delegati            | Non presente sulla scheda | 11,9% 0 delegati          |
| 2 aprile                | 19              | Delaware                      | Primarie annullate  | 26 delegati            | Primarie annullate        | Primarie annullate         | Primarie annullate        | Primarie annullate        |
| 2 aprile                | 268             | New York                      | primarie chiuse     | 80,7% 268 delegati     | 4,4% 0 delegati           | 3,2% 0 delegati            | Non presente sulla scheda | 11,8% 0 delegati          |
| 2 aprile                | 26              | Rhode Island                  | primarie            | 82,6% 26 delegati      | Non presente sulla scheda | 2,6% 0 delegati            | Non presente sulla scheda | 14,8% 0 delegati          |
| 2 aprile                | 82              | Wisconsin                     | primarie aperte     | 88,6% 82 delegati      | Non presente sulla scheda | 3,1% 0 delegati            | Non presente sulla scheda | 13,2% 0 delegati          |
| 13 aprile               | 15              | Alaska                        | caucus              | 15 delegati            | Non presente sulla scheda | Non presente sulla scheda  | Non presente sulla scheda | Non presente sulla scheda |
| 13 aprile               | 13              | Wyoming                       | caucus              | 96,0% 13 delegati      | 0,2% 0 delegati           | 0,0% 0 delegati            | 0,0% 0 delegati           | 3,7% 0 delegati           |
| 23 aprile               | 159             | Pennsylvania                  | primarie chiuse     | 87,9% 159 delegati     | Non presente sulla scheda | 6,4% 0 delegati            | Non presente sulla scheda | 5,6% 0 delegati           |
| 28 aprile               | 55              | Porto Rico                    | primarie aperte     | 89,3% 159 delegati     | 6,2% 0 delegati           | 4,5% 0 delegati            | Non presente sulla scheda | Non presente sulla scheda |
| Totale Delegati         | Totale Delegati | Totale Delegati               | Totale Delegati     | 3 318                  | 0                         | 3                          | 3                         | 27                        |

### Risultati per stato

#### Primarie del New Hampshire
Biden
| Primarie democratiche del New Hampshire, 23 gennaio 2024 | Primarie democratiche del New Hampshire, 23 gennaio 2024 | Primarie democratiche del New Hampshire, 23 gennaio 2024 |
| Candidato                                                | Voti                                                     | %                                                        |
| -------------------------------------------------------- | -------------------------------------------------------- | -------------------------------------------------------- |
| Joe Biden                                                | 79 100                                                   | 63,79                                                    |
| Dean Phillips                                            | 24 377                                                   | 19,66                                                    |
| Candidati write-in                                       | 10 332                                                   | 8,33                                                     |
| Marianne Williamson                                      | 5 016                                                    | 4,05                                                     |
| Altri (<4%)                                              | 5 171                                                    | 4,17                                                     |
| Totale                                                   | 123 996                                                  | 100                                                      |

#### Primarie della Carolina del Sud
Biden
| Primarie democratiche della Carolina del Sud, 3 febbraio 2024 | Primarie democratiche della Carolina del Sud, 3 febbraio 2024 | Primarie democratiche della Carolina del Sud, 3 febbraio 2024 | Primarie democratiche della Carolina del Sud, 3 febbraio 2024 |
| Candidato                                                     | Voti                                                          | %                                                             | Delegati                                                      |
| ------------------------------------------------------------- | ------------------------------------------------------------- | ------------------------------------------------------------- | ------------------------------------------------------------- |
| Joe Biden                                                     | 126 493                                                       | 96,21                                                         | 55                                                            |
| Marianne Williamson                                           | 2 732                                                         | 2,08                                                          | 0                                                             |
| Dean Phillips                                                 | 2 247                                                         | 1,71                                                          | 0                                                             |
| Totale                                                        | 131 472                                                       | 100                                                           | 55                                                            |

#### Primarie del Nevada
Biden
| Primarie democratiche del Nevada, 6 febbraio 2024 | Primarie democratiche del Nevada, 6 febbraio 2024 | Primarie democratiche del Nevada, 6 febbraio 2024 | Primarie democratiche del Nevada, 6 febbraio 2024 |
| Candidato                                         | Voti                                              | %                                                 | Delegati                                          |
| ------------------------------------------------- | ------------------------------------------------- | ------------------------------------------------- | ------------------------------------------------- |
| Joe Biden                                         | 119 758                                           | 89,31                                             | 36                                                |
| Nessuno tra questi candidati                      | 7 448                                             | 5,56                                              | 0                                                 |
| Marianne Williamson                               | 4 101                                             | 3,06                                              | 0                                                 |
| Gabriele Cornejo                                  | 811                                               | 0,60                                              | 0                                                 |
| Jason Palmer                                      | 530                                               | 0,40                                              | 0                                                 |
| Altri (<0,2%)                                     | 1 439                                             | 1,07                                              | 0                                                 |
| Totale                                            | 134 087                                           | 100                                               | 36                                                |

#### Primarie del Michigan
Biden
| Primarie democratiche del Michigan, 27 febbraio 2024 | Primarie democratiche del Michigan, 27 febbraio 2024 | Primarie democratiche del Michigan, 27 febbraio 2024 | Primarie democratiche del Michigan, 27 febbraio 2024 |
| Candidato                                            | Voti                                                 | %                                                    | Delegati                                             |
| ---------------------------------------------------- | ---------------------------------------------------- | ---------------------------------------------------- | ---------------------------------------------------- |
| Joe Biden                                            | 625 221                                              | 81,14                                                | 115                                                  |
| Senza impegno                                        | 101 623                                              | 13,19                                                | 2                                                    |
| Marianne Williamson (ritirata)                       | 22 865                                               | 2,97                                                 | 0                                                    |
| Dean Phillips                                        | 20 684                                               | 2,68                                                 | 0                                                    |
| Candidati write-in                                   | 178                                                  | 0,02                                                 | 0                                                    |
| Totale                                               | 770 571                                              | 100                                                  | 117                                                  |

#### Primarie dell'Alabama
Biden
| Primarie democratiche dell'Alabama, 5 marzo 2024 | Primarie democratiche dell'Alabama, 5 marzo 2024 | Primarie democratiche dell'Alabama, 5 marzo 2024 | Primarie democratiche dell'Alabama, 5 marzo 2024 |
| Candidato                                        | Voti                                             | %                                                | Delegati                                         |
| ------------------------------------------------ | ------------------------------------------------ | ------------------------------------------------ | ------------------------------------------------ |
| Joe Biden                                        | 168 080                                          | 89,50                                            | 52                                               |
| Senza impegno                                    | 11 283                                           | 6,01                                             | 0                                                |
| Dean Phillips                                    | 8 442                                            | 4,49                                             | 0                                                |
| Totale                                           | 187 085                                          | 100                                              | 52                                               |

#### Primarie dell'Arkansas
Biden
| Primarie democratiche dell'Arkansas, 5 marzo 2024 | Primarie democratiche dell'Arkansas, 5 marzo 2024 | Primarie democratiche dell'Arkansas, 5 marzo 2024 | Primarie democratiche dell'Arkansas, 5 marzo 2024 |
| Candidato                                         | Voti                                              | %                                                 | Delegati                                          |
| ------------------------------------------------- | ------------------------------------------------- | ------------------------------------------------- | ------------------------------------------------- |
| Joe Biden                                         | 71 978                                            | 88,52                                             | 31                                                |
| Marianne Williamson                               | 3 883                                             | 4,78                                              | 0                                                 |
| Dean Phillips                                     | 2 346                                             | 2,88                                              | 0                                                 |
| Altri (<2%)                                       | 3 107                                             | 3,82                                              | 0                                                 |
| Totale                                            | 81 314                                            | 100                                               | 37                                                |

#### Primarie della California
Biden
| Primarie democratiche della California, 5 marzo 2024 | Primarie democratiche della California, 5 marzo 2024 | Primarie democratiche della California, 5 marzo 2024 | Primarie democratiche della California, 5 marzo 2024 |
| Candidato                                            | Voti                                                 | %                                                    | Delegati                                             |
| ---------------------------------------------------- | ---------------------------------------------------- | ---------------------------------------------------- | ---------------------------------------------------- |
| Joe Biden                                            | 3 200 188                                            | 89,16                                                | 424                                                  |
| Marianne Williamson                                  | 145 690                                              | 4,06                                                 | 0                                                    |
| Dean Phillips                                        | 99 981                                               | 2,79                                                 | 0                                                    |
| Altri (<1,5%)                                        | 143 268                                              | 3,99                                                 | 0                                                    |
| Totale                                               | 3 589 127                                            | 100                                                  | 424                                                  |

#### Primarie della Carolina del Nord
Biden
| Primarie democratiche della Carolina del Nord, 5 marzo 2024 | Primarie democratiche della Carolina del Nord, 5 marzo 2024 | Primarie democratiche della Carolina del Nord, 5 marzo 2024 | Primarie democratiche della Carolina del Nord, 5 marzo 2024 |
| Candidato                                                   | Voti                                                        | %                                                           | Delegati                                                    |
| ----------------------------------------------------------- | ----------------------------------------------------------- | ----------------------------------------------------------- | ----------------------------------------------------------- |
| Joe Biden                                                   | 609 680                                                     | 87,27                                                       | 113                                                         |
| Nessuna preferenza                                          | 88 900                                                      | 12,73                                                       | 0                                                           |
| Totale                                                      | 698 580                                                     | 100                                                         | 116                                                         |

#### Primarie del Colorado
Biden
| Primarie democratiche del Colorado, 5 marzo 2024 | Primarie democratiche del Colorado, 5 marzo 2024 | Primarie democratiche del Colorado, 5 marzo 2024 | Primarie democratiche del Colorado, 5 marzo 2024 |
| Candidato                                        | Voti                                             | %                                                | Delegati                                         |
| ------------------------------------------------ | ------------------------------------------------ | ------------------------------------------------ | ------------------------------------------------ |
| Joe Biden                                        | 477 365                                          | 82,45                                            | 72                                               |
| Delegati senza impegno                           | 52 122                                           | 9,00                                             | 0                                                |
| Dean Phillips                                    | 17 936                                           | 3,10                                             | 0                                                |
| Marianne Williamson                              | 16 761                                           | 2,90                                             | 0                                                |
| Gabriele Cornejo                                 | 4 313                                            | 0,75                                             | 0                                                |
| Jason Palmer                                     | 3 986                                            | 0,69                                             | 0                                                |
| Altri (<0,5%)                                    | 6 474                                            | 1,12                                             | 0                                                |
| Totale                                           | 578 957                                          | 100                                              | 72                                               |

#### Caucus dell'Iowa
Biden
| Caucus democratici della California, 12 gennaio-5 marzo 2024 | Caucus democratici della California, 12 gennaio-5 marzo 2024 | Caucus democratici della California, 12 gennaio-5 marzo 2024 | Caucus democratici della California, 12 gennaio-5 marzo 2024 |
| Candidato                                                    | Voti                                                         | %                                                            | Delegati                                                     |
| ------------------------------------------------------------ | ------------------------------------------------------------ | ------------------------------------------------------------ | ------------------------------------------------------------ |
| Joe Biden                                                    | 12 337                                                       | 90,37                                                        | 40                                                           |
| Senza impegno                                                | 614                                                          | 4,50                                                         | 0                                                            |
| Dean Phillips                                                | 394                                                          | 2,89                                                         | 0                                                            |
| Marianne Williamson (ritirata)                               | 307                                                          | 2,25                                                         | 0                                                            |
| Totale                                                       | 13 652                                                       | 100                                                          | 40                                                           |

#### Primarie del Maine
Biden
| Primarie democratiche del Maine, 5 marzo 2024 | Primarie democratiche del Maine, 5 marzo 2024 | Primarie democratiche del Maine, 5 marzo 2024 | Primarie democratiche del Maine, 5 marzo 2024 |
| Candidato                                     | Voti                                          | %                                             | Delegati                                      |
| --------------------------------------------- | --------------------------------------------- | --------------------------------------------- | --------------------------------------------- |
| Joe Biden                                     | 60 018                                        | 82,81                                         | 24                                            |
| Scheda bianca                                 | 7 359                                         | 10,15                                         | 0                                             |
| Dean Phillips                                 | 4 623                                         | 6,38                                          | 0                                             |
| Altri                                         | 480                                           | 0,66                                          | 0                                             |
| Totale                                        | 72 480                                        | 100                                           | 24                                            |

#### Primarie del Massachusetts
Biden
| Primarie democratiche del Massachusetts, 5 marzo 2024 | Primarie democratiche del Massachusetts, 5 marzo 2024 | Primarie democratiche del Massachusetts, 5 marzo 2024 | Primarie democratiche del Massachusetts, 5 marzo 2024 |
| Candidato                                             | Voti                                                  | %                                                     | Delegati                                              |
| ----------------------------------------------------- | ----------------------------------------------------- | ----------------------------------------------------- | ----------------------------------------------------- |
| Joe Biden                                             | 533 096                                               | 80,45                                                 | 91                                                    |
| Nessuna preferenza                                    | 60 236                                                | 9,09                                                  | 1                                                     |
| Dean Phillips                                         | 29 728                                                | 4,49                                                  | 0                                                     |
| Marianne Williamson                                   | 20 402                                                | 3,08                                                  | 0                                                     |
| Altri                                                 | 10 217                                                | 1,54                                                  | 0                                                     |
| Scheda bianca                                         | 8 930                                                 | 1,35                                                  | 0                                                     |
| Totale                                                | 662 609                                               | 100                                                   | 92                                                    |

#### Primarie del Minnesota
Biden
| Primarie democratiche del Minnesota, 5 marzo 2024 | Primarie democratiche del Minnesota, 5 marzo 2024 | Primarie democratiche del Minnesota, 5 marzo 2024 | Primarie democratiche del Minnesota, 5 marzo 2024 |
| Candidato                                         | Voti                                              | %                                                 | Delegati                                          |
| ------------------------------------------------- | ------------------------------------------------- | ------------------------------------------------- | ------------------------------------------------- |
| Joe Biden                                         | 171 278                                           | 70,11                                             | 64                                                |
| Senza impegno                                     | 45 914                                            | 18,80                                             | 11                                                |
| Dean Phillips                                     | 18 960                                            | 7,76                                              | 0                                                 |
| Marianne Williamson                               | 3 459                                             | 1,42                                              | 0                                                 |
| Candidati write-in                                | 2 000                                             | 0,82                                              | 0                                                 |
| Jason Palmer                                      | 758                                               | 0,31                                              | 0                                                 |
| Altri (<0,3%)                                     | 1 912                                             | 0,78                                              | 0                                                 |
| Totale                                            | 244 281                                           | 100                                               | 75                                                |

#### Primarie dell'Oklahoma
Biden
| Primarie democratiche dell'Oklahoma, 5 marzo 2024 | Primarie democratiche dell'Oklahoma, 5 marzo 2024 | Primarie democratiche dell'Oklahoma, 5 marzo 2024 | Primarie democratiche dell'Oklahoma, 5 marzo 2024 |
| Candidato                                         | Voti                                              | %                                                 | Delegati                                          |
| ------------------------------------------------- | ------------------------------------------------- | ------------------------------------------------- | ------------------------------------------------- |
| Joe Biden                                         | 66 882                                            | 72,98                                             | 36                                                |
| Marianne Williamson                               | 8 356                                             | 9,12                                              | 0                                                 |
| Dean Phillips                                     | 8 182                                             | 8,93                                              | 0                                                 |
| Altri (<5%)                                       | 8 224                                             | 8,97                                              | 0                                                 |
| Totale                                            | 91 644                                            | 100                                               | 36                                                |

#### Primarie delle Samoa Americane

Bandiera delle Samoa Americane

| Primarie democratiche delle Samoa americane, 5 marzo 2024 | Primarie democratiche delle Samoa americane, 5 marzo 2024 | Primarie democratiche delle Samoa americane, 5 marzo 2024 | Primarie democratiche delle Samoa americane, 5 marzo 2024 |
| Candidato                                                 | Voti                                                      | %                                                         | Delegati                                                  |
| --------------------------------------------------------- | --------------------------------------------------------- | --------------------------------------------------------- | --------------------------------------------------------- |
| Jason Palmer                                              | 51                                                        | 56,04                                                     | 3                                                         |
| Joe Biden                                                 | 40                                                        | 43,96                                                     | 3                                                         |
| Dean Phillips                                             | 0                                                         | 0                                                         | 0                                                         |
| Totale                                                    | 91                                                        | 100                                                       | 6                                                         |

#### Primarie del Tennessee
Biden
| Primarie democratiche del Tennessee, 5 marzo 2024 | Primarie democratiche del Tennessee, 5 marzo 2024 | Primarie democratiche del Tennessee, 5 marzo 2024 | Primarie democratiche del Tennessee, 5 marzo 2024 |
| Candidato                                         | Voti                                              | %                                                 | Delegati                                          |
| ------------------------------------------------- | ------------------------------------------------- | ------------------------------------------------- | ------------------------------------------------- |
| Joe Biden                                         | 122 803                                           | 92,14                                             | 63                                                |
| Senza impegno                                     | 10 475                                            | 7,86                                              | 0                                                 |
| Totale                                            | 133 278                                           | 100                                               | 63                                                |

#### Primarie del Texas
Biden
| Primarie democratiche del Texas, 5 marzo 2024 | Primarie democratiche del Texas, 5 marzo 2024 | Primarie democratiche del Texas, 5 marzo 2024 | Primarie democratiche del Texas, 5 marzo 2024 |
| Candidato                                     | Voti                                          | %                                             | Delegati                                      |
| --------------------------------------------- | --------------------------------------------- | --------------------------------------------- | --------------------------------------------- |
| Joe Biden                                     | 831 247                                       | 84,64                                         | 244                                           |
| Marianne Williamson                           | 43 667                                        | 4,45                                          | 0                                             |
| Armando Perez-Serrato                         | 27 473                                        | 2,80                                          | 0                                             |
| Dean Phillips                                 | 26 473                                        | 2,70                                          | 0                                             |
| Altri (<2%)                                   | 53 209                                        | 5,42                                          | 0                                             |
| Totale                                        | 982 069                                       | 100                                           | 244                                           |

#### Primarie dello Utah
Biden
| Primarie democratiche dello Utah, 5 marzo 2024 | Primarie democratiche dello Utah, 5 marzo 2024 | Primarie democratiche dello Utah, 5 marzo 2024 | Primarie democratiche dello Utah, 5 marzo 2024 |
| Candidato                                      | Voti                                           | %                                              | Delegati                                       |
| ---------------------------------------------- | ---------------------------------------------- | ---------------------------------------------- | ---------------------------------------------- |
| Joe Biden                                      | 59 235                                         | 86,80                                          | 30                                             |
| Marianne Williamson                            | 3 562                                          | 5,22                                           | 0                                              |
| Dean Phillips                                  | 3 065                                          | 4,49                                           | 0                                              |
| Altri (<2,5%)                                  | 2 385                                          | 3,49                                           | 0                                              |
| Totale                                         | 68 247                                         | 100                                            | 30                                             |

#### Primarie del Vermont
Biden
| Primarie democratiche del Vermont, 5 marzo 2024 | Primarie democratiche del Vermont, 5 marzo 2024 | Primarie democratiche del Vermont, 5 marzo 2024 | Primarie democratiche del Vermont, 5 marzo 2024 |
| Candidato                                       | Voti                                            | %                                               | Delegati                                        |
| ----------------------------------------------- | ----------------------------------------------- | ----------------------------------------------- | ----------------------------------------------- |
| Joe Biden                                       | 56 924                                          | 82,98                                           | 16                                              |
| Marianne Williamson                             | 2 873                                           | 4,19                                            | 0                                               |
| Dean Phillips                                   | 1 942                                           | 2,83                                            | 0                                               |
| Candidati write-in                              | 3 379                                           | 4,93                                            | 0                                               |
| Altri (<1,5%)                                   | 1 883                                           | 2,74                                            | 0                                               |
| Scheda bianca                                   | 1 525                                           | 2,22                                            | 0                                               |
| Scheda nulla                                    | 73                                              | 0,11                                            | 0                                               |
| Totale                                          | 68 599                                          | 100                                             | 16                                              |

#### Primarie della Virginia
Biden
| Primarie democratiche della Virginia, 5 marzo 2024 | Primarie democratiche della Virginia, 5 marzo 2024 | Primarie democratiche della Virginia, 5 marzo 2024 | Primarie democratiche della Virginia, 5 marzo 2024 |
| Candidato                                          | Voti                                               | %                                                  | Delegati                                           |
| -------------------------------------------------- | -------------------------------------------------- | -------------------------------------------------- | -------------------------------------------------- |
| Joe Biden                                          | 317 329                                            | 88,51                                              | 99                                                 |
| Marianne Williamson                                | 28 599                                             | 7,98                                               | 0                                                  |
| Dean Phillips                                      | 12 586                                             | 3,51                                               | 0                                                  |
| Totale                                             | 358 514                                            | 100                                                | 99                                                 |

#### Primarie dei Democratici all'Estero

Risultato per contea
Biden
Williamson
Pareggio

Biden
     Williamson
     Pareggio
| Primarie dei Democratici all'Estero, 5-12 marzo 2024 | Primarie dei Democratici all'Estero, 5-12 marzo 2024 | Primarie dei Democratici all'Estero, 5-12 marzo 2024 | Primarie dei Democratici all'Estero, 5-12 marzo 2024 |
| Candidato                                            | Voti                                                 | %                                                    | Delegati                                             |
| ---------------------------------------------------- | ---------------------------------------------------- | ---------------------------------------------------- | ---------------------------------------------------- |
| Joe Biden                                            | 6 907                                                | 80,15                                                | 13                                                   |
| Senza impegno                                        | 1 136                                                | 13,18                                                | 0                                                    |
| Marianne Williamson                                  | 575                                                  | 6,67                                                 | 0                                                    |
| Totale                                               | 8 618                                                | 100                                                  | 13                                                   |

#### Primarie delle Isole Marianne Settentrionali

Bandiera delle Isole Marianne Settentrionali

| Primarie delle Isole Marianne Settentrionali, 5-12 marzo 2024 | Primarie delle Isole Marianne Settentrionali, 5-12 marzo 2024 | Primarie delle Isole Marianne Settentrionali, 5-12 marzo 2024 | Primarie delle Isole Marianne Settentrionali, 5-12 marzo 2024 |
| Candidato                                                     | Voti                                                          | %                                                             | Delegati                                                      |
| ------------------------------------------------------------- | ------------------------------------------------------------- | ------------------------------------------------------------- | ------------------------------------------------------------- |
| Joe Biden                                                     | 93                                                            | 93,94                                                         | 6                                                             |
| Jason Palmer                                                  | 4                                                             | 4,04                                                          | 0                                                             |
| Marianne Williamson                                           | 2                                                             | 2,02                                                          | 0                                                             |
| Totale                                                        | 99                                                            | 100                                                           | 6                                                             |

#### Primarie delle Hawaii

Bandiera delle Hawaii

| Primarie democratiche delle Hawaii, 6 marzo 2024 | Primarie democratiche delle Hawaii, 6 marzo 2024 | Primarie democratiche delle Hawaii, 6 marzo 2024 | Primarie democratiche delle Hawaii, 6 marzo 2024 |
| Candidato                                        | Voti                                             | %                                                | Delegati                                         |
| ------------------------------------------------ | ------------------------------------------------ | ------------------------------------------------ | ------------------------------------------------ |
| Joe Biden                                        | 1 032                                            | 66,03                                            | 15                                               |
| Senza impegno                                    | 455                                              | 29,11                                            | 7                                                |
| Marianne Williamson                              | 50                                               | 3,20                                             | 0                                                |
| Dean Phillips                                    | 15                                               | 0,96                                             | 0                                                |
| Jason Palmer                                     | 6                                                | 0,38                                             | 0                                                |
| Armando Perez-Serrato                            | 5                                                | 0,32                                             | 0                                                |
| Totale                                           | 1 563                                            | 100                                              | 22                                               |

#### Primarie della Georgia
Biden
| Primarie democratiche della Georgia, 12 marzo 2024 | Primarie democratiche della Georgia, 12 marzo 2024 | Primarie democratiche della Georgia, 12 marzo 2024 | Primarie democratiche della Georgia, 12 marzo 2024 |
| Candidato                                          | Voti                                               | %                                                  | Delegati                                           |
| -------------------------------------------------- | -------------------------------------------------- | -------------------------------------------------- | -------------------------------------------------- |
| Joe Biden                                          | 276 141                                            | 93,13                                              | 108                                                |
| Marianne Williamson                                | 8 673                                              | 2,92                                               | 0                                                  |
| Dean Phillips (ritirato)                           | 5 271                                              | 1,78                                               | 0                                                  |
| Schede bianche                                     | 6 442                                              | 2,17                                               | 0                                                  |
| Totale                                             | 296 527                                            | 100                                                | 108                                                |

#### Primarie del Mississippi
Biden
| Primarie democratiche del Mississippi, 12 marzo 2024 | Primarie democratiche del Mississippi, 12 marzo 2024 | Primarie democratiche del Mississippi, 12 marzo 2024 | Primarie democratiche del Mississippi, 12 marzo 2024 |
| Candidato                                            | Voti                                                 | %                                                    | Delegati                                             |
| ---------------------------------------------------- | ---------------------------------------------------- | ---------------------------------------------------- | ---------------------------------------------------- |
| Joe Biden                                            | 87 992                                               | 98,75                                                | 35                                                   |
| Candidati write-in                                   | 1 187                                                | 1,33                                                 | 0                                                    |
| Totale                                               | 89 109                                               | 100                                                  | 35                                                   |

#### Primarie di Washington
Biden
| Primarie democratiche di Washington, 12 marzo 2024 | Primarie democratiche di Washington, 12 marzo 2024 | Primarie democratiche di Washington, 12 marzo 2024 | Primarie democratiche di Washington, 12 marzo 2024 |
| Candidato                                          | Voti                                               | %                                                  | Delegati                                           |
| -------------------------------------------------- | -------------------------------------------------- | -------------------------------------------------- | -------------------------------------------------- |
| Joe Biden                                          | 763 769                                            | 83,47                                              | 90                                                 |
| Delegati senza impegno                             | 89 764                                             | 9,81                                               | 2                                                  |
| Marianne Williamson                                | 25 308                                             | 2,77                                               | 0                                                  |
| Dean Phillips                                      | 25 190                                             | 2,75                                               | 0                                                  |
| Candidati write-in                                 | 10 966                                             | 1,20                                               | 0                                                  |
| Totale                                             | 914 967                                            | 100                                                | 92                                                 |

#### Primarie dell'Arizona
Biden
| Primarie democratiche dell'Arizona, 19 marzo 2024 | Primarie democratiche dell'Arizona, 19 marzo 2024 | Primarie democratiche dell'Arizona, 19 marzo 2024 | Primarie democratiche dell'Arizona, 19 marzo 2024 |
| Candidato                                         | Voti                                              | %                                                 | Delegati                                          |
| ------------------------------------------------- | ------------------------------------------------- | ------------------------------------------------- | ------------------------------------------------- |
| Joe Biden                                         | 375 110                                           | 89,28                                             | 72                                                |
| Marianne Williamson                               | 15 844                                            | 3,77                                              | 0                                                 |
| Dean Phillips (ritirato)                          | 11 611                                            | 2,76                                              | 0                                                 |
| Altri (<1,5%)                                     | 17 609                                            | 4,19                                              | 0                                                 |
| Totale                                            | 420 174                                           | 100                                               | 72                                                |

#### Primarie dell'Illinois
Biden
| Primarie democratiche dell'Illinois, 19 marzo 2024 | Primarie democratiche dell'Illinois, 19 marzo 2024 | Primarie democratiche dell'Illinois, 19 marzo 2024 | Primarie democratiche dell'Illinois, 19 marzo 2024 |
| Candidato                                          | Voti                                               | %                                                  | Delegati                                           |
| -------------------------------------------------- | -------------------------------------------------- | -------------------------------------------------- | -------------------------------------------------- |
| Joe Biden                                          | 734 949                                            | 91,36                                              | 147                                                |
| Marianne Williamson                                | 28 617                                             | 3,56                                               | 0                                                  |
| Dean Phillips (ritirato)                           | 25 539                                             | 3,17                                               | 0                                                  |
| Frank Lozada                                       | 14 415                                             | 1,79                                               | 0                                                  |
| Candidati write-in                                 | 927                                                | 0,12                                               | 0                                                  |
| Totale                                             | 804 447                                            | 100                                                | 147                                                |

#### Primarie del Kansas
Biden
| Primarie democratiche del Kansas, 19 marzo 2024 | Primarie democratiche del Kansas, 19 marzo 2024 | Primarie democratiche del Kansas, 19 marzo 2024 | Primarie democratiche del Kansas, 19 marzo 2024 |
| Candidato                                       | Voti                                            | %                                               | Delegati                                        |
| ----------------------------------------------- | ----------------------------------------------- | ----------------------------------------------- | ----------------------------------------------- |
| Joe Biden                                       | 35 640                                          | 83,73                                           | 33                                              |
| Nessuno dei nomi mostrati                       | 4 361                                           | 10,25                                           | 0                                               |
| Marianne Williamson                             | 1 472                                           | 3,46                                            | 0                                               |
| Dean Phillips (ritirato)                        | 576                                             | 1,35                                            | 0                                               |
| Jason Palmer                                    | 515                                             | 1,21                                            | 0                                               |
| Totale                                          | 42 564                                          | 100                                             | 33                                              |

#### Primarie dell'Ohio
Biden
| Primarie democratiche del Ohio, 19 marzo 2024 | Primarie democratiche del Ohio, 19 marzo 2024 | Primarie democratiche del Ohio, 19 marzo 2024 | Primarie democratiche del Ohio, 19 marzo 2024 |
| Candidato                                     | Voti                                          | %                                             | Delegati                                      |
| --------------------------------------------- | --------------------------------------------- | --------------------------------------------- | --------------------------------------------- |
| Joe Biden                                     | 461 558                                       | 87,06                                         | 124                                           |
| Dean Phillips (ritirato)                      | 68 629                                        | 12,94                                         | 3                                             |
| Totale                                        | 530 187                                       | 100                                           | 127                                           |

#### Primarie del Dakota del Nord

Bandiera del Dakota del Nord

| Primarie democratiche del Missouri, 22-30 marzo 2024 | Primarie democratiche del Missouri, 22-30 marzo 2024 | Primarie democratiche del Missouri, 22-30 marzo 2024 | Primarie democratiche del Missouri, 22-30 marzo 2024 |
| Candidato                                            | Voti                                                 | %                                                    | Delegati                                             |
| ---------------------------------------------------- | ---------------------------------------------------- | ---------------------------------------------------- | ---------------------------------------------------- |
| Joe Biden                                            | 840                                                  | 92,41                                                | 13                                                   |
| Marianne Williamson                                  | 31                                                   | 3,41                                                 | 0                                                    |
| Dean Phillips (ritirato)                             | 16                                                   | 1,76                                                 | 0                                                    |
| Altri (<1,5%)                                        | 22                                                   | 2,42                                                 | 0                                                    |
| Totale                                               | 909                                                  | 100                                                  | 13                                                   |

#### Primarie della Louisiana
Biden
| Primarie democratiche dell'Louisiana, 23 marzo 2024 | Primarie democratiche dell'Louisiana, 23 marzo 2024 | Primarie democratiche dell'Louisiana, 23 marzo 2024 | Primarie democratiche dell'Louisiana, 23 marzo 2024 |
| Candidato                                           | Voti                                                | %                                                   | Delegati                                            |
| --------------------------------------------------- | --------------------------------------------------- | --------------------------------------------------- | --------------------------------------------------- |
| Joe Biden                                           | 143 380                                             | 86,06                                               | 48                                                  |
| Marianne Williamson                                 | 7 898                                               | 4,74                                                | 0                                                   |
| Dean Phillips (ritirato)                            | 4 351                                               | 2,61                                                | 0                                                   |
| Altri (<2,5%)                                       | 10 979                                              | 6,59                                                | 0                                                   |
| Totale                                              | 166 610                                             | 100                                                 | 48                                                  |

#### Primarie del Missouri
Biden
| Primarie democratiche del Missouri, 23 marzo 2024 | Primarie democratiche del Missouri, 23 marzo 2024 | Primarie democratiche del Missouri, 23 marzo 2024 | Primarie democratiche del Missouri, 23 marzo 2024 |
| Candidato                                         | Voti                                              | %                                                 | Delegati                                          |
| ------------------------------------------------- | ------------------------------------------------- | ------------------------------------------------- | ------------------------------------------------- |
| Joe Biden                                         | 16 295                                            | 85,31                                             | 61                                                |
| Senza impegno                                     | 2 229                                             | 11,67                                             | 3                                                 |
| Marianne Williamson                               | 298                                               | 1,56                                              | 0                                                 |
| Dean Phillips (ritirato)                          | 178                                               | 0,93                                              | 0                                                 |
| Stephen Lyons                                     | 40                                                | 0,21                                              | 0                                                 |
| Jason Palmer                                      | 36                                                | 0,19                                              | 0                                                 |
| Armando Perez-Serrato                             | 24                                                | 0,13                                              | 0                                                 |
| Totale                                            | 19 100                                            | 100                                               | 64                                                |

#### Primarie del Connecticut
Biden
| Primarie democratiche del Connecticut, 2 aprile 2024 | Primarie democratiche del Connecticut, 2 aprile 2024 | Primarie democratiche del Connecticut, 2 aprile 2024 | Primarie democratiche del Connecticut, 2 aprile 2024 |
| Candidato                                            | Voti                                                 | %                                                    | Delegati                                             |
| ---------------------------------------------------- | ---------------------------------------------------- | ---------------------------------------------------- | ---------------------------------------------------- |
| Joe Biden                                            | 55 697                                               | 84,93                                                | 60                                                   |
| Senza impegno                                        | 7 489                                                | 11,42                                                | 0                                                    |
| Marianne Williamson                                  | 1 497                                                | 2,28                                                 | 0                                                    |
| Dean Phillips (ritirato)                             | 578                                                  | 0,88                                                 | 0                                                    |
| Cenk Uygur                                           | 317                                                  | 0,48                                                 | 0                                                    |
| Totale                                               | 65 578                                               | 100                                                  | 60                                                   |

#### Primarie di New York
Biden
| Primarie democratiche di New York, 2 aprile 2024 | Primarie democratiche di New York, 2 aprile 2024 | Primarie democratiche di New York, 2 aprile 2024 | Primarie democratiche di New York, 2 aprile 2024 |
| Candidato                                        | Voti                                             | %                                                | Delegati                                         |
| ------------------------------------------------ | ------------------------------------------------ | ------------------------------------------------ | ------------------------------------------------ |
| Joe Biden                                        | 288 138                                          | 80,70                                            | 268                                              |
| Scheda bianca                                    | 41 113                                           | 11,52                                            | 0                                                |
| Marianne Williamson                              | 15 573                                           | 4,36                                             | 0                                                |
| Dean Phillips (ritirato)                         | 11 309                                           | 3,17                                             | 0                                                |
| Scheda nulla                                     | 903                                              | 0,25                                             | 0                                                |
| Totale                                           | 357 036                                          | 100                                              | 268                                              |

#### Primarie del Rhode Island
Biden
| Primarie democratiche del Rhode Island, 2 aprile 2024 | Primarie democratiche del Rhode Island, 2 aprile 2024 | Primarie democratiche del Rhode Island, 2 aprile 2024 | Primarie democratiche del Rhode Island, 2 aprile 2024 |
| Candidato                                             | Voti                                                  | %                                                     | Delegati                                              |
| ----------------------------------------------------- | ----------------------------------------------------- | ----------------------------------------------------- | ----------------------------------------------------- |
| Joe Biden                                             | 21 336                                                | 82,60                                                 | 25                                                    |
| Senza impegno                                         | 3 834                                                 | 14,84                                                 | 1                                                     |
| Dean Phillips (ritirato)                              | 660                                                   | 2,56                                                  | 0                                                     |
| Totale                                                | 25 830                                                | 100                                                   | 26                                                    |

#### Caucus del Wyoming

Bandiera del Wyoming

| Caucus democratici del Wyoming, 13 aprile 2024 | Caucus democratici del Wyoming, 13 aprile 2024 | Caucus democratici del Wyoming, 13 aprile 2024 | Caucus democratici del Wyoming, 13 aprile 2024 |
| Candidato                                      | Voti                                           | %                                              | Delegati                                       |
| ---------------------------------------------- | ---------------------------------------------- | ---------------------------------------------- | ---------------------------------------------- |
| Joe Biden                                      | 386                                            | 96,02                                          | 13                                             |
| Senza impegno                                  | 13                                             | 3,23                                           | 0                                              |
| David Olscamp                                  | 2                                              | 0,50                                           | 0                                              |
| Marianne Williamson                            | 1                                              | 0,25                                           | 0                                              |
| Totale                                         | 402                                            | 100                                            | 13                                             |

#### Primarie della Pennsylvania
Biden
| Primarie democratiche della Pennsylvania, 23 aprile 2024 | Primarie democratiche della Pennsylvania, 23 aprile 2024 | Primarie democratiche della Pennsylvania, 23 aprile 2024 | Primarie democratiche della Pennsylvania, 23 aprile 2024 |
| Candidato                                                | Voti                                                     | %                                                        | Delegati                                                 |
| -------------------------------------------------------- | -------------------------------------------------------- | -------------------------------------------------------- | -------------------------------------------------------- |
| Joe Biden                                                | 945 712                                                  | 87,94                                                    | 159                                                      |
| Dean Phillips (ritirato)                                 | 69 307                                                   | 6,44                                                     | 0                                                        |
| Candidati write-in                                       | 60 445                                                   | 5,62                                                     | 0                                                        |
| Totale                                                   | 1 075 464                                                | 100                                                      | 159                                                      |

#### Primarie di Porto Rico
Biden
| Primarie democratiche di Porto Rico, 28 aprile 2024 | Primarie democratiche di Porto Rico, 28 aprile 2024 | Primarie democratiche di Porto Rico, 28 aprile 2024 | Primarie democratiche di Porto Rico, 28 aprile 2024 |
| Candidato                                           | Voti                                                | %                                                   | Delegati                                            |
| --------------------------------------------------- | --------------------------------------------------- | --------------------------------------------------- | --------------------------------------------------- |
| Joe Biden                                           | 3 296                                               | 88,30                                               | 55                                                  |
| Marianne Williamson                                 | 230                                                 | 6,23                                                | 0                                                   |
| Dean Phillips (ritirato)                            | 165                                                 | 4,47                                                | 0                                                   |
| Totale                                              | 3 691                                               | 100                                                 | 55                                                  |

## Ritiro di Joe Biden e investitura di Kamala Harris

### Ritiro di Joe Biden (luglio 2024)
Dopo settimane di continue speculazioni riguardo ad un suo ipotetico ritiro dalla corsa elettorale, il Presidente degli Stati Uniti d'America uscente Joe Biden dichiara il 21 luglio 2024 di interrompere la propria corsa per la rielezione ad un secondo mandato alle elezioni presidenziali dello stesso anno. La decisione arriva dopo 2 settimane nelle quali il Presidente è stato contattato da moltissimi esponenti del partito, come Nancy Pelosi, Chuck Schumer e Hakeem Jeffries per riflettere sulla performance al dibattito organizzato dalla CNN contro l'avversario Donald Trump: Biden, avvertito dalla maggioranza dei colleghi come stanco e confuso nel dibattito, ha infine deciso dopo giorni di riserbo per prendere una decisione, con le principali testate giornalistiche che ricevevano numerose fonti vicine al Presidente, le quali gradualmente dichiaravano che Biden si sarebbe ritirato. Negli ultimi giorni prima della dichiarazione, i membri della Camera dei Rappresentanti e del Senato del Partito Democratico si sono gradualmente riuniti nel consigliare a Biden di ritirarsi dalla corsa presidenziale, chiedendo la scelta di un altro candidato da porre in campo a novembre.
Nelle ore appena successive alla dichiarazione del Presidente Biden, la totalità dei colleghi di partito plaude al suo atteggiamento umile e responsabile, e lo elogia per il lavoro svolto durante il mandato presidenziale.

### Nomina di Kamala Harris e di Tim Walz (luglio-agosto 2024)
Nelle ore successive al ritiro di Biden, moltissimi esponenti del Partito Democratico, fra cui lo stesso Presidente Joe Biden, esprimono il proprio sostegno alla Vicepresidente degli Stati Uniti d'America Kamala Harris come nuova candidata in pectore alle presidenziali: Kamala Harris riceve moltissimi endorsements oltre a quello del Presidente, come quello dell'ex coppia presidenziale Bill e Hillary Clinton, Barack e Michelle Obama, oltre a moltissimi membri della Camera dei Rappresentanti e del Senato e dei Governatori.
Sin dal 21 luglio era chiaro che la candidata naturale del partito sarebbe stata Kamala Harris poiché ricopriva la carica di Vicepresidente degli Stati Uniti d'America, dunque molto influente nell'amministrazione dell'Unione e nel partito stesso, nonostante alcuni esponenti ritenessero opportuno intavolare delle mini-primarie aperte nella convention per designare dagli elettori la candidata, mentre altri ancora auspicavano una votazione dei delegati telematica prima della convention del 19-22 agosto. Nel frattempo, Kamala Harris eredita il personale e i fondi dell'ex campagna di Joe Biden alle elezioni, incontrando anche il team elettorale in Delaware, a Wilmington.
Il 2 agosto, i delegati eletti nelle primarie votano in una serie di riunioni telematiche convocate dal 1º agosto al 5 agosto. Già nel secondo giorno, Kamala Harris ottiene il numero di delegati sufficiente per essere considerata la candidata del Partito Democratico alle elezioni presidenziali negli Stati Uniti d'America del 2024. 
Il 6 agosto 2024, dopo 2 settimane dall'annuncio di Joe Biden di rinuncia alla corsa verso un secondo mandato alla Casa Bianca, Kamala Harris annuncia di aver scelto il Governatore del Minnesota Tim Walz come suo candidato Vicepresidente, componendo il ticket del Partito Democratico Harris-Walz e lanciando anche un apposito sito web per la campagna elettorale. 

Il logo ufficiale della campagna Harris-Walz del Partito Democratico alle elezioni presidenziali del 2024, lanciato il 6 agosto 2024.

La designazione ufficiale di Kamala Harris e Tim Walz come candidati è avvenuta nella Convention Nazionale Democratica, dove Harris e Walz hanno formalmente accettato la nomination da parte del Partito.

## Convention nazionale
La Convention nazionale si è tenuta dal 19 al 22 agosto 2024 a Chicago, Illinois.

### Candidati Presidente e Vicepresidente
| Candidati      | Nome          | Data e luogo di nascita             | Immagine | Carica | Stato di provenienza |
| -------------- | ------------- | ----------------------------------- | -------- | --- | -------------------- |
| Presidente     | Kamala Harris | 20 ottobre 1964 Oakland, California |          | 49º Vicepresidente degli Stati Uniti d'America (dal 2021) Senatrice degli Stati Uniti d'America per la California (2017-2021) 32ª Procuratrice Generale della California (2011-2017) 27ª Procuratrice Distrettuale di San Francisco (2004-2011) | California           |
| Vicepresidente | Tim Walz      | 6 aprile 1964 West Point, Nebraska  |          | 41º Governatore del Minnesota (dal 2019) Membro della Camera dei Rappresentanti degli Stati Uniti d'America per il Minnesota (2007-2019) | Minnesota            |

### Annotazioni
1. 1 2  I delegati del New Hampshire non vengono assegnati tramite queste primarie non ufficiali. La data anticipata viola il calendario approvato dal DNC, che ha scelto come primo stato la Carolina del Sud.[20]
2. ↑  Il voto per corrispondenza in Iowa si svolge dal 12 gennaio al 5 marzo.
3. ↑  Candidato write-in
4. ↑  Candidato write-in

### Fonti
1. ↑  (EN) Biden announces 2024 reelection bid: 'Let’s finish this job', su AP News, 26 aprile 2023. URL consultato il 10 aprile 2024.
2. ↑  (EN) President Joe Biden has won enough delegates to clinch the 2024 Democratic nomination, su AP News, 12 marzo 2024. URL consultato il 24 aprile 2024.
3. ↑   Kamala Harris è la candidata ufficiale del Partito Democratico alle elezioni presidenziali, su Il Post, 2 agosto 2024. URL consultato il 2 agosto 2024.
4. 1 2  (EN) Browse Candidates for president:Democratic Party, su FEC.gov. URL consultato il 6 luglio 2023.
5. ↑   Colorado Primary Results 2020 | Live Election Map, su nbcnews.com. URL consultato il 7 luglio 2023.
6. ↑   Statement of Candidacy (PDF), su docquery.fec.gov, 21 luglio 2024.
7. ↑  (EN) Harris says she will "earn and win" Democratic nomination, su CNN, 21 luglio 2024.
8. ↑   Statement of Candidacy (PDF), su docquery.fec.gov, 25 aprile 2023 (archiviato dall'url originale il 25 aprile 2023).
9. ↑  (EN) Harris says she will "earn and win" Democratic nomination, su CNN, 21 luglio 2024.
10. ↑   Statement of Candidacy (PDF), su docquery.fec.gov, 4 marzo 2023 (archiviato dall'url originale il 4 marzo 2023).
11. ↑   Will Weissert, Marianne Williamson opens long shot 2024 challenge to Biden, in San Diego Union-Tribune, Associated Press, 4 marzo 2023. URL consultato il 4 marzo 2023 (archiviato dall'url originale il 5 marzo 2023).
12. ↑   Marianne Williamson ends her 2024 presidential run, su Politico, 7 febbraio 2024.
13. ↑  (EN) Statement of Candidacy, su docquery.fec.gov, 26 ottobre 2023.
14. ↑   Democratic Rep. Dean Phillips launches 2024 White House bid in challenge to Biden, su abcnews.go.com.
15. ↑  American Samoa primary victor Jason Palmer bows out of the presidential race
16. ↑   Statement of Candidacy, su docquery.fec.gov, 22 ottobre 2023.
17. ↑   Statement of Candidacy (PDF), su docquery.fec.gov, 5 aprile 2023. URL consultato il 5 aprile 2023 (archiviato dall'url originale il 7 aprile 2023).
18. ↑   Statement of Candidacy (PDF), su docquery.fec.gov, 6 aprile 2023. URL consultato il 12 maggio 2023 (archiviato dall'url originale il 25 aprile 2023).
19. ↑   thehill.com,  https://thehill.com/homenews/campaign/4273138-rfk-jr-robert-f-kennedy-jr-independent-conservative-donald-trump-2024/amp/.
20. ↑  (EN) This is why zero delegates are at stake when Democrats vote in New Hampshire, su Associated Press, 18 gennaio 2024.
21. ↑  (EN) Brittany Shepherd, Democratic Party remains united behind Biden as long shot 2024 challengers emerge, in ABC News, 3 marzo 2023.
22. ↑  (EN) Brittany Shepherd, No incumbent president has participated in a primary debate since Ford. Democrats want to keep it that way., su ABC News, 2 giugno 2023. URL consultato il 6 luglio 2023.
23. ↑  (EN) Marianne Williamson, Debate Us, Mr. President, su Newsweek, 31 maggio 2023. URL consultato il 6 luglio 2023.
24. ↑  (EN) Susan Page, Poll: Eight in 10 Democratic primary voters want Joe Biden to debate, in USA Today, 11 giugno 2023.
25. ↑  Tra questi l'8,3% per Candidati write-in
26. ↑  Tra questi il 5,6% Nessuno tra questi candidati
27. 1 2 3 4 5 6 7  Senza impegno
28. ↑  Nessuna preferenza
29. ↑  Tra questi il 9,0% per Delegati senza impegno
30. ↑  Tra questi il 10,1% Schede bianche
31. ↑  Tra questi il 9,1% Nessuna preferenza e l'1,3% Schede bianche
32. ↑  Tra questi Il 18,8% Senza impegno
33. ↑  Tra questi il 4,9% per Candidati write-in, il 2,2% Schede bianche e lo 0,1% Scheda nulle
34. ↑  Tra questi il 29,1% Senza Impegno
35. ↑  Schede bianche
36. 1 2  Candidati write-in
37. ↑  Tra questi il 9,8% per Delegati senza impegno
38. ↑  Tra questi lo 0,1% per Candidati write-in
39. ↑  Nessuno dei nomi mostrati
40. ↑  Tra questi l'11,7% Senza impegno
41. ↑  Tra questi l'11,4% Senza impegno
42. ↑  Tra questi l'11,5% Schede bianche e lo 0,3% Scheda nulle
43. ↑  Non istruito
44. ↑  (EN) 2024 Presidential Delegate Count, su Associated Press.
45. ↑  (EN) 2024 Democratic Presidential Primary Election Results, su https://www.sos.nh.gov/, 23 gennaio 2024.
46. ↑  (EN) South Carolina Democratic Primary Results, su The New York Times, 3 febbraio 2024.
47. ↑  (EN) Silver State Election Results 2024, Presidential Preference Primary,, su Nevada Secretary of State, 6 febbraio 2024.
48. ↑  (EN) 2024 Michigan Election Results, su Michigan Secretary of State, 27 febbraio 2024.
49. ↑  (EN) Democratic Party Official 2024 Primary Election Results (XLSX), su Alabama Secretary of State, 5 marzo 2024.
50. ↑  (EN) Arkansas Democratic Primary Election Results, su New York Times, 5 marzo 2024.
51. ↑  (EN) California Democratic Primary Election Results, su New York Times, 5 marzo 2024.
52. ↑  (EN) 03/05/2024 OFFICIAL PRIMARY ELECTION RESULTS - STATEWIDE, su North Carolina State Board of Elections, 5 marzo 2024.
53. ↑  (EN) Colorado Democratic Primary Election Results (XLSX), su Colorado Secretary of State, 5 marzo 2024.
54. ↑  (EN) Iowa Democratic Caucus Results, su New York Times, 5 marzo 2024.
55. ↑  (EN) Tabulations for Elections held in 2024 March 5, 2024 Presidential Primary Election, su Maine Secretary of State, 5 marzo 2024.
56. ↑  (EN) 2024 President Democratic Primary, su State of Massachusetts, 5 marzo 2024.
57. ↑  (EN) 2024 PRESIDENTIAL PRIMARY RESULTS, su OFFICE OF THE MINNESOTA SECRETARY OF STATE STEVE SIMON, 5 marzo 2024.
58. ↑  (EN) Oklahoma Democratic Primary Election Results, su New York Times, 5 marzo 2024.
59. ↑  (EN) The Green Papers 2024 Presidential Primaries, Caucuses, and Conventions American Samoa Democrat, su Green Papers, 5 marzo 2024.
60. ↑  (EN) State of Tennessee - Totals Democratic Presidential Preference Primary, su Tennessee Secretary of State, 5 marzo 2024.
61. ↑  (EN) TEXAS ELECTION RESULTS, su Texas Secretary of State, 5 marzo 2024.
62. ↑  (EN) 2024 Presidential Preference Primary Deemocratic, su Utah State Election Results, 5 marzo 2024.
63. ↑  (EN) OFFICIAL REPORT OF THE CANVASSING COMMITTEE UNITED STATES AND VERMONT STATEWIDE OFFICES PRESIDENTIAL PRIMARY, MARCH 5, 2024 (PDF), su Vermont Secretary of State, 5 marzo 2024.
64. ↑  (EN) Virginia Democratic Primary Results, su The New York Times, 5 marzo 2024.
65. ↑  (EN) Democrats Abroad Announces 2024 Global Presidential Primary Results, su https://www.democratsabroad.org/, 12 marzo 2024.
66. ↑  (EN) Democrats Abroad Announces 2024 Global Presidential Primary Results, su Green Papers, 12 marzo 2024.
67. ↑  (EN) Hawaii Democratic Caucus Results, su The New York Times, 6 marzo 2024.
68. ↑  (EN) "2024 PRES PREF PRIMARY ELECTION DEMOCRATIC PARTY OF GEORGIA, su https://election-night-map.web.app/, 12 marzo 2024.
69. ↑  (EN) Mississippi Presidential Primary Election Results 2024, su NBC News, 12 marzo 2024.
70. ↑  (EN) March 12, 2024 Presidential Primary Results President - Democratic Party, su Washington Secretary of State, 12 marzo 2024.
71. ↑  (EN) Arizona Democratic Primary Election Results, su New York Times, 19 marzo 2024.
72. ↑  (EN) Illinois Presidential Election Results 2024, su NBC News, 19 marzo 2024.
73. ↑  (EN) The Green Papers 2024 Presidential Primaries, Caucuses, and Conventions Kansas Democrat, su Green Papers, 19 marzo 2024.
74. ↑  (EN) Ohio Democratic Primary Election Results (XLSX), su Ohio Secretary of State, 19 marzo 2024.
75. ↑  (EN) North Dakota Democratic Primary Election Results, su New York Times, 30 marzo 2024.
76. ↑  (EN) Louisiana Democratic Primary Election Results, su New York Times, 23 marzo 2024.
77. ↑  (EN) Missouri Democratic Primary Election Results, su New York Times, 23 marzo 2024.
78. ↑  (EN) Connecticut Democratic Primary Election Results, su New York Times, 2 aprile 2024.
79. ↑  (EN) Certified 2024 Democratic Presidential Primary Results, su New York State Board of Elections, 2 aprile 2024.
80. ↑  (EN) Rhode Island Democratic Primary Election Results, su New York Times, 2 aprile 2024.
81. ↑  (EN) Wyoming Democratic Caucus Results, su New York Times, 13 aprile 2024.
82. ↑  (EN) Pennsylvania Democratic Primary Election Results, su New York Times, 23 aprile 2024.
83. ↑  (EN) Puerto Rico Democratic Primary Results, su New York Times, 23 aprile 2024.
84. ↑  (EN) Lynn Sweet, Chicago to host 2024 Democratic National Convention, in Chicago Sun-Times, 11 aprile 2023.